# Semicytherura similis
Semicytherura similis är en kräftdjursart som först beskrevs av Georg Ossian Sars 1866.  Semicytherura similis ingår i släktet Semicytherura, och familjen Cytheruridae. Arten är reproducerande i Sverige.